# Marquesado de Pickman
El marquesado de Pickman es un título nobiliario español creado por el rey Amadeo I el 11 de febrero de 1873 a favor de Carlos Pickman Jones, fundador de la fábrica de loza de La Cartuja de Sevilla, por su destacada aportación a los procedimientos industriales.

## Marqueses de Pickman

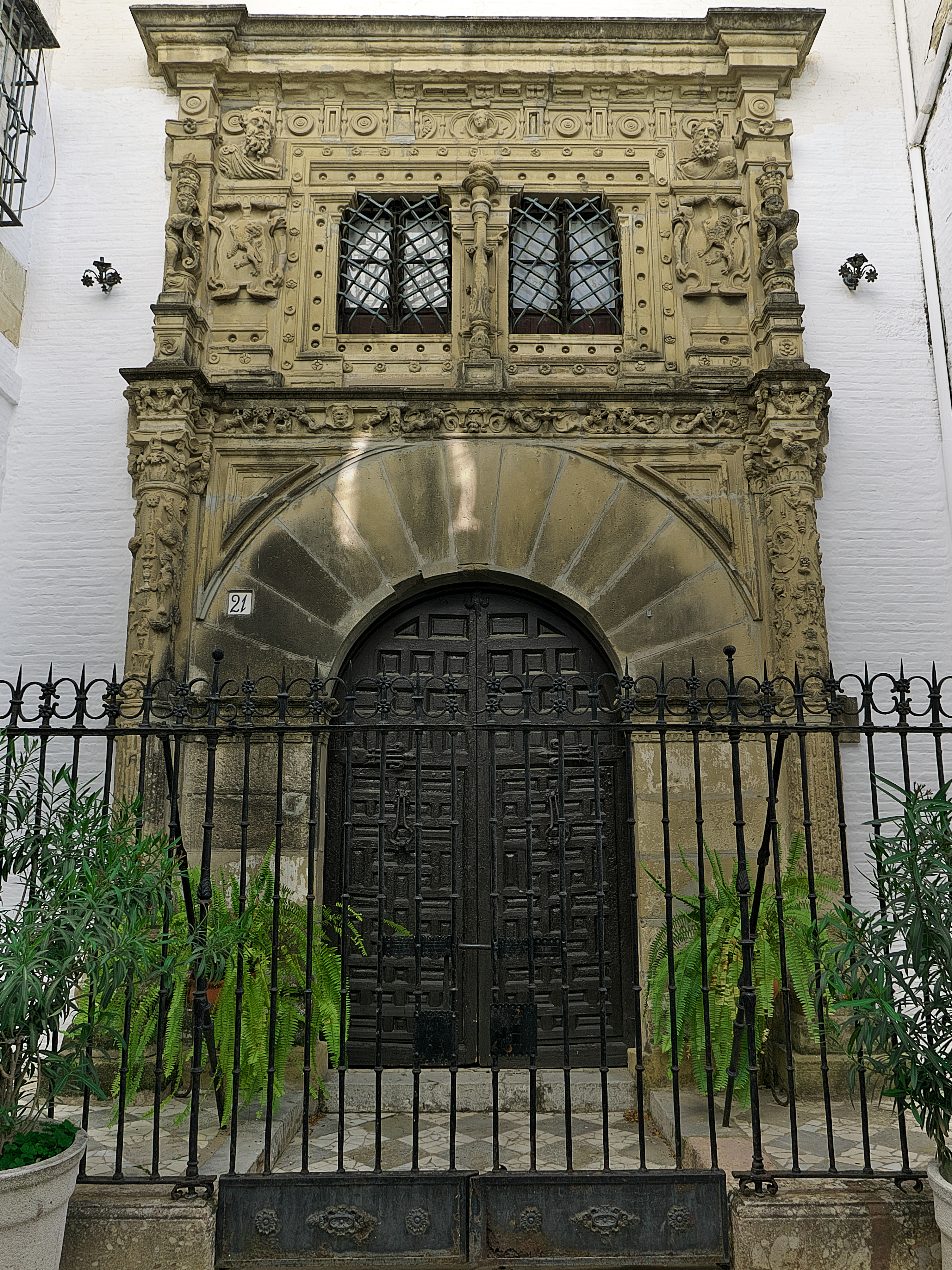
Portada de la casa de Pickman (Sevilla)

- Carlos Pickman Jones (Londres, 4 de marzo de 1808-1883), I marqués de Pickman, hijo de Ricardo Pickman y de Susana Jones.[2]

- Ricardo Pickman y Pickman (m. 1898) II marqués de Pickman[3][4]

Casó con Rosario Gutiérrez de Salas.  Sucedió su hija:
- María de las Cuevas Pickman y Gutiérrez (m. 1909),[3][5] III Marquesa de Pickman.

Casó con Rafael de León y Primo de Rivera (m. 1904)
- Guillermo Pickman y Pickman (m. 1933), IV marqués de Pickman[3] desde 1909.

Casó con María Teresa Pérez Grande.  Sucedió su hijo:
- Carlos Pickman y Pérez Holguín (m. 1971), V marqués de Pickman[3] desde 1935.

Casó con Antonia Carbonell Lara. Sucedió su nieto:
- Carlos Pickman de Vasconcellos Marques, VI  marqués de Pickman desde 1972.[6]

Casó con María de las Mercedes Sánchez Trillo y Muñoz. Le sucedió su hijo:
- Carlos María da Câmara Pickman Vasconcellos Marques, VII marqués de Pickman.[7]